# 古鋼琴
古鋼琴，鋼琴的前身之一，在西元1700年間，由巴爾托洛梅奧·克里斯多福里發明，在此時期與古鋼琴並存的有大鍵琴和小鍵琴。巴爾托洛梅奧·克里斯多福里本身是一名經驗豐富的大鍵琴的製造者，在總結了大鍵琴和小鍵琴的優缺點之後，約在1709年試製了一種增加了擊槌裝置的鍵盤樂器, 當擊槌敲擊琴弦後會使琴弦持續振動直到手指離開琴鍵, 同時又可以迅速的重覆擊鍵, 取代了大鍵琴的撥奏的原理。巴爾托洛梅奧·克里斯多福里一直不斷把古鋼琴改良，直至1720年才停止。巴爾托洛梅奧·克里斯多福里總共製造了大約20部古鋼琴，但是現存於世上卻只有3部：一部製於1720年，4個半8度的音域，現存於美國紐約大都會博物館；一部製於1722年，現存義大利羅馬。而最後一部製於1726年，現存德國萊比錫。
Fortepiano 這個名字來源於意大利語 forte（強音或響亮音）和 piano（軟音或水平音），即表示該部樂器可以提供的聲音範圍。Fortepiano 和 Pianoforte 這兩個術語在18世紀都是交替使用，儘管縮短名稱 piano 也很常見。這種樂器在18世紀末和19世紀初演逐漸變成現代鋼琴。這種演變在很大程度上是由於工業革命所致。因為當時工業革命時代所需要的製作材料和方法普遍都傾向生產大而堅固的重型樂器。今天，Fortepiano 這個名稱現在通常用於指18世紀以及19世紀30年代以前規格製造的樂器。起初古鋼琴傳播速度比較慢，因為製造古鋼琴的手工和結構要都要比大鍵琴複雜，而且製作成本更昂貴。因此有一段時間，古鋼琴一般只出現在皇室之內，特別在當時的葡萄牙和西班牙的宮庭內演奏。一直至到1760年，古鋼琴在整個歐洲才完全普及。
18世紀末到19世紀初，著名的音樂家海頓，莫扎特和年輕的貝多芬都在古鋼琴這種樂器上寫下他們的鋼琴音樂。從1782年左右，莫扎特一直都為古鋼琴這種樂器作曲。自1785年起，他亦以古鋼琴作為主要表演的項目，直至他1791年去世為止。他所用的古鋼琴，是莫扎特時代最著名的維也納鋼琴製造商之一安顿·瓦尔特所製作的。該古鋼琴現永久存放在薩爾茨堡市的莫扎特博物館之內。海顿也拥有瓦尔特钢琴，贝多芬也曾表示希望购买一架。從貝多芬的時代開始，古鋼琴開始了一個穩定演變的時期，直至到19世紀末現代三角鋼琴出現為止。
来自德国奥格斯堡的约翰·安德鲁斯·史坦因（Johann Andreas Stein）是最杰出的古钢琴制造家之一。 史坦因开发了“维也纳式”击弦机制，这在19世纪中叶以前在维也纳钢琴上很流行。 最著名的早期浪漫主义钢琴制造家康拉德·格拉夫（Conrad Graf，1782-1851年），他制造了贝多芬的最后一架钢琴。 肖邦、门德尔松和舒曼都曾演奏过他的乐器。约翰内斯·勃拉姆斯（Johann Brahms）偏爱约翰·巴普蒂斯特·斯特雷彻（Johann Baptist Streicher）的钢琴。 英式钢琴的制造家包括约翰内斯·楚姆佩（Johannes Zumpe）、罗伯特·斯托达特（Robert Stodart）和约翰·布洛德伍德（John Broodwood）。在古钢琴时代，法国著名的钢琴制造家包括埃拉德（Erard）、普莱耶尔（Pleyel，肖邦喜欢的制造家） 以及波伊塞洛特（Boisselot，李斯特喜欢的制造家）。
由於古鋼琴的音色比較古板，表現力的狹窄，沒有像現代鋼琴那樣表現出對比鮮明的強弱音，所以古鋼琴在19世紀後期逐漸被現代鋼琴所取代。 從那時起，古鋼琴已經逐漸過時，一直到19世紀中期，幾乎完全缺席於音樂界。不過，直到20世紀，隨著人們對音樂表演的歷史興趣增加，古鋼琴因而重新煥發出新的活力，並且大量出現在對音樂有興趣的專家的工作室內。

## 語源和用法
古鋼琴（Fortepiano）是意大利語中的“響亮－柔和”的意思。就像現代鋼琴的正式名稱“鋼琴”一樣，“柔和響亮”。兩者都是巴爾托洛梅奧·克里斯多福里所發明。原始名稱的縮寫為：gravicembalo col piano e forte，即“大鍵琴柔和而響亮”。
雖然鋼琴 (piano) 也可以用來指所有鋼琴，包括古鋼琴在內，不過，古鋼琴 (fortepiano) 這三個字對音樂家來說，還是有一定專業上的內涵。因此，一般像巴爾托洛梅奧·克里斯多福里所發明的『鋼琴』或這是莫扎特的『鋼琴』協奏曲的名稱, 鋼琴 (piano) 這兩字的用法目前很常見，大多數音樂家都認為這是可以接受的。 不過，若要指牽涉到樂器的精確而清晰身份的時候，如“Malcolm Bilson 的古鋼琴獨奏音樂會”, 這種較為專業的說法，就不可以避免了。
"Fortepiano" 這一字現在通常都被誤解為最早時期的現代鋼琴版；且比 Pianoforte 出現為更早的現代鋼琴版本，甚至連最權威的牛津字典都沒有把這種誤會釐清。其實 fortepiano 出現的時期，fortepiano 和 pianoforte 都早已是交叉地使用着了。最明顯的例子，莫過於生活在18世紀末期; 亦即是 fortepiano 發展巔峰時期的英國作家簡·奧斯汀 (Jane Austin 1775-1817)。在她的小說著作當中, 卻使用了pianoforte；也就是“弱音-强音”這一種用法。

## 原理

### 古鋼琴構造

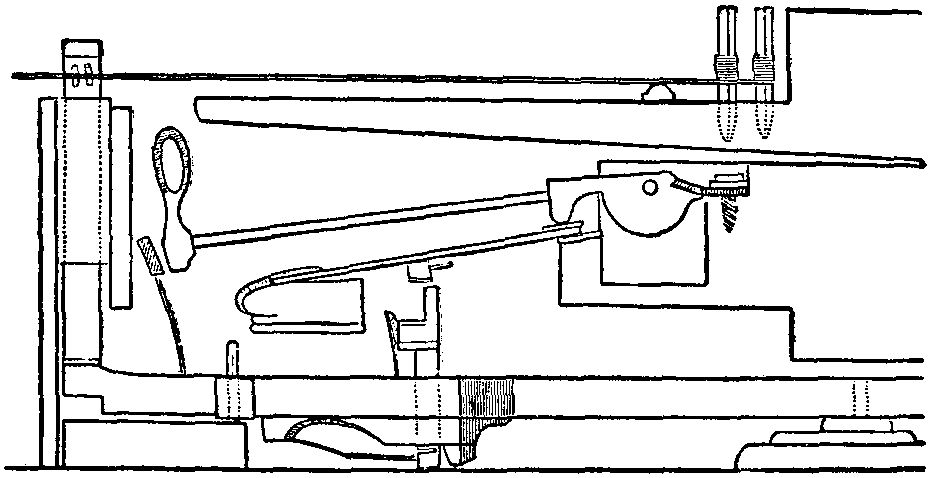
巴爾托洛梅奧·克里斯多福里古鋼琴的機器構造

古鋼琴一般裝有皮革覆蓋的錘子和細長的大鍵琴弦。除了19世紀早期的後期，古鋼琴比現代鋼琴具有更輕的外殼結構，而且沒有金屬框架或支撐。古鋼琴的動作和錘子比較輕，產生更輕的觸感。古鋼琴剛剛問世的時候，音域大約是四個八度音階；並且逐漸增加。 19世紀達到的大多數現代鋼琴的範圍是7⅓個八度。古鋼琴從一開始就經常使用類似於現代鋼琴踏板的裝置，但這些裝置並不總是踏板；有時候使用手擋或膝蓋槓桿來代替。

### 古鋼琴聲音
與現代鋼琴一樣，古鋼琴可以改變每個音符的音量，具體取決於演奏者的觸感。古鋼琴音域一般維持在5個音階到5個半音階。音調與現代鋼琴的音調完全不同，但是更柔和，更少延音。古鋼琴的突強音往往比現代鋼琴更為突出，因為它們與音色和音量上的柔和音符不同，並且迅速衰減。古鋼琴在不同的音域中往往具有完全不同的音質 - 在低音中略微嗡嗡作響，在高音中“叮叮噹當”，在中音範圍內更圓潤；最接近現代鋼琴。相比之下，現代鋼琴在聲音範圍內更加均勻。

## 發展

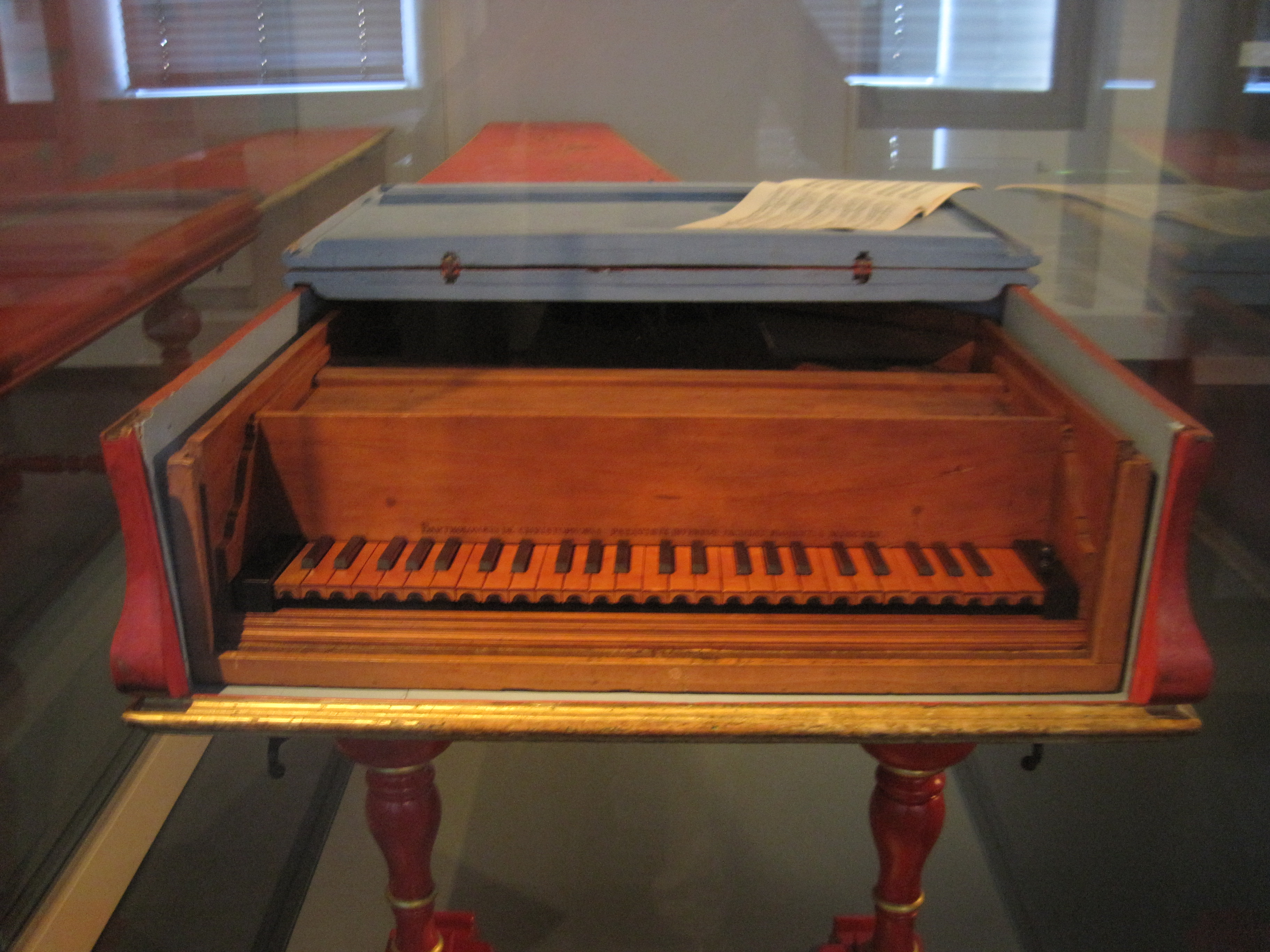
由德國萊比錫音樂博物館所展出的1726年由巴爾托洛梅奧·克里斯多福里最早製造出來的古鋼琴

### 古鋼琴復興
從18世紀後期開始，古鋼琴經歷了廣泛的技術發展，從而演變成了現代鋼琴。在19世紀後期早期的音樂先驅阿諾德·多梅奇（Arnold Dolmetsch）雖然先後建造了三個古鋼琴；不過卻沒有引起當時人們的廣泛注意。一直到了20世紀下半葉，人們對以前各種時代所發展的樂器出現了巨大的興趣，包括對古鋼琴這種探求的興趣。舊的樂器很多被修復，許多新的樂器沿著舊的樂器模式而建造。古鋼琴的這種復興與大鍵琴的復興非常類似，儘管大鍵琴的復興有點晚。現在，其中較為突出的現代古鋼琴製造商如在美國的 Philip Belt，Margaret F. Hood 和 Rodney Regier;  在捷克共和國 的 Paul McNulty先後出現。這種重新引入古鋼琴令到演奏18世紀和19世紀初的音樂變成事實，從而令人們對音樂產生了新的見解。
古钢琴的重新出现，使得18世纪和19世纪早期的音乐可以用其进行创作和演奏，使人们对这种音乐有了新的认识。越来越多的音乐学校开始设置古钢琴学习课程。现有的几个古钢琴比赛包括布鲁日的MA比赛 和华沙肖邦学会举办的国际肖邦时期乐器比赛。
许多现代大键琴演奏家和钢琴演奏家在古钢琴演奏方面取得了卓越的成就，包括保罗·巴杜拉-斯科达（Paul Badura-Skoda）、麦尔肯·比尔森（Malcolm Bilson）、安德拉斯·席夫（Andras Schiff）、克里斯汀·伯泽伊登霍特（Kristian Bezuidenhout）、罗纳德·布劳提甘（Ronald Brautigam）、阿列克谢·鲁比莫夫（Alexei Lubimov），二重奏拉贝克姐妹（duet Katie and Marielle Labeque），盛原（Yuan Sheng），加里·库伯（Gary Cooper）、约尔格·德穆斯（Jörg Demus）、理查·埃加（Richard Egarr）、理查·富勒（Richard Fuller）、罗伯特·希尔（Robert Hill）、杰弗里·兰卡斯特（Geoffrey Lancaster）、弗拉迪米尔·费尔兹曼（Vladimir Feltsman）、罗伯特·莱文（Robert Levin）、史蒂芬·鲁本（Steven Lubin）、巴特·范·奥尔特（Bart van Oort）、特雷沃·平诺克（Trevor Pinnock）、薇薇安娜·索夫罗尼茨基（Viviana Sofronitsky）、安德鲁斯·斯泰尔（Andreas Staier）、陈万荣（Melvyn Tan）、(17) 尤斯·范·伊梅席尔（Jos van Immerseel）以及奥尔加·帕什切恩科（Olga Pashchenko）。

### 評價
關於對古鋼琴的評價;人們的觀點差別很大，無論是人與人之間，還是樂器之間。以下是關於古鋼琴的代表性意見：
- “雖然我是真正的樂器表演的愛好者，但是古鋼琴是最不成功的樂器之一，也是最值得改進的樂器。我並不總是對許多古鋼琴發出的聲音都感到很滿意。無論表現如何，有時候，我總覺得古鋼琴很難不會發出令人不快的聲音。”邁克爾·庫克森 (Michael Cookson)[16]
- “最偉大的又往往是最被低估的就是Denzil Wraight製造商所複製的1730年的巴爾托洛梅奧·克里斯多福里古鋼琴。他是基於多梅尼科·斯卡拉蒂服侍的主人；西班牙女王斯卡拉蒂瑪麗亞·芭芭拉來重新打造的。是的, 它表現出金屬音樂性; 一種在高潮中卻帶有柔和性質的奇妙味道，在奏鳴曲中特別有表現力; 擁有一種非常美妙的琴音。”加里·希金森（Gary Higginson)[17]

## 外部連結
古鋼琴基礎介紹
- （英文）10分鐘介紹5個8度音階的維也納古鋼琴的速成課程視頻 （页面存档备份，存于） Matthew Bengtson
- （英文）維也納古鋼琴的相關照片和討論 （页面存档备份，存于） Carey Beebe Harpsichords
- （英文）19世紀末由 Arnold Dolmetsh 製造的的古鋼琴 （页面存档备份，存于） Dolmetsch Online
- （英文）巴爾托洛梅奧·克里斯多福（1655-1731) 古鋼琴的介紹（页面存档备份，存于） The Metropolitan Museum of Art
- （英文）英法德等地古鋼琴介紹 （页面存档备份，存于） Michael Cole

博物館收藏展品
- 美國紐約市大都會藝術博物館所展出的古鋼琴的系列：
  - （英文）1838年奧地利維也納 Conrad Graf 所製造的大型古鋼琴 （页面存档备份，存于）
  - （英文）1790年奧地利維也納 Ferdinand Hofmann 所製造的大型古鋼琴 （页面存档备份，存于）
  - （英文）1790年奧地利薩爾茨堡 Johann Schmidt 所製造的大型古鋼琴 （页面存档备份，存于）
  - （英文）1815年–1820年奧地利維也納 Joseph Böhm 所製造的大型古鋼琴 （页面存档备份，存于）

學術機構收藏古鋼琴的資料
- （英文）康奈爾大學音樂部所收藏古鋼琴的名稱和年份 （页面存档备份，存于）
- （英文）（德文）萊比錫大學樂器博物館所收藏的古鋼琴說明

古鋼琴製造或翻新
- （英文）古鋼琴製造商保羅·麥克納爾蒂主頁（页面存档备份，存于）
- （英文）荷蘭 Edwin Beunk 古鋼琴維修、仿制及翻新 （页面存档备份，存于）
- （英文）（荷兰文）荷蘭阿姆斯特丹鋼琴博物館 （页面存档备份，存于）
- （英文）荷蘭 Gerard Tuinman 古鋼琴維修、仿制及翻新 （页面存档备份，存于）
- （英文）古董鍵盤樂器收藏工作室 （页面存档备份，存于） Radbon Fortepiano Collection

古鋼琴試聽
- （英文）莫扎特自己的古鋼琴的琴音 （页面存档备份，存于） 由音樂家羅伯特·萊文(Robert Levin)在莫札特私人的古鋼琴上的簡短演奏
- （英文）法國巴黎古鋼琴協會 （页面存档备份，存于） Titiana Smelova 演奏
- （英文）1795年奧地利維也納安東·沃爾特製造商製造的古鋼琴簡短試聽 Min-On Concert Association